# Rudniško jezero
Rudniško jezero, tudi Kočevsko jezero, se nahaja na Kočevskem polju, v severovzhodnem delu Kočevja, ob predelu Trata, Rudnik in naselju Šalka vas. Nastalo na dnu rudniške kotanje, v kateri so z dnevnim kopom izkoriščali rjavi premog. V času delovanja rudnika je v kotanjo pritekal Rudniški potok, polnil je dve večji luži, katerih vodo pa so v času obratovanja rudnika prečrpavali in jo uporabljali pri separaciji premoga. Vodo so po velikih ceveh odvajali v bližnjo reko Rinžo. Leta 1978 se je delo v rudniku prenehalo, voda pa je polagoma napolnila kotanjo. Jezero je globoko do 42 m, njegova površina je okrog 39 ha, obala pa meri okrog 3 km. Okoli jezera je speljana naravoslovna učna pot. Jezero danes ponuja številne rekreacijske možnosti, čolnarjenje, plavanje, potapljanje, ter pozimi drsanje. Leta 1989 je Ribiška družina Kočevje začela v jezero vlagati večje količine rib, veliko iz reke Rinže, v letu 2003 pa tudi iz Reškega jezera. V jezeru so kleni, linji, krapi, somi, rdečeperke, ščuke, amurji, idr.